# Libro de horas de Milán-Turín

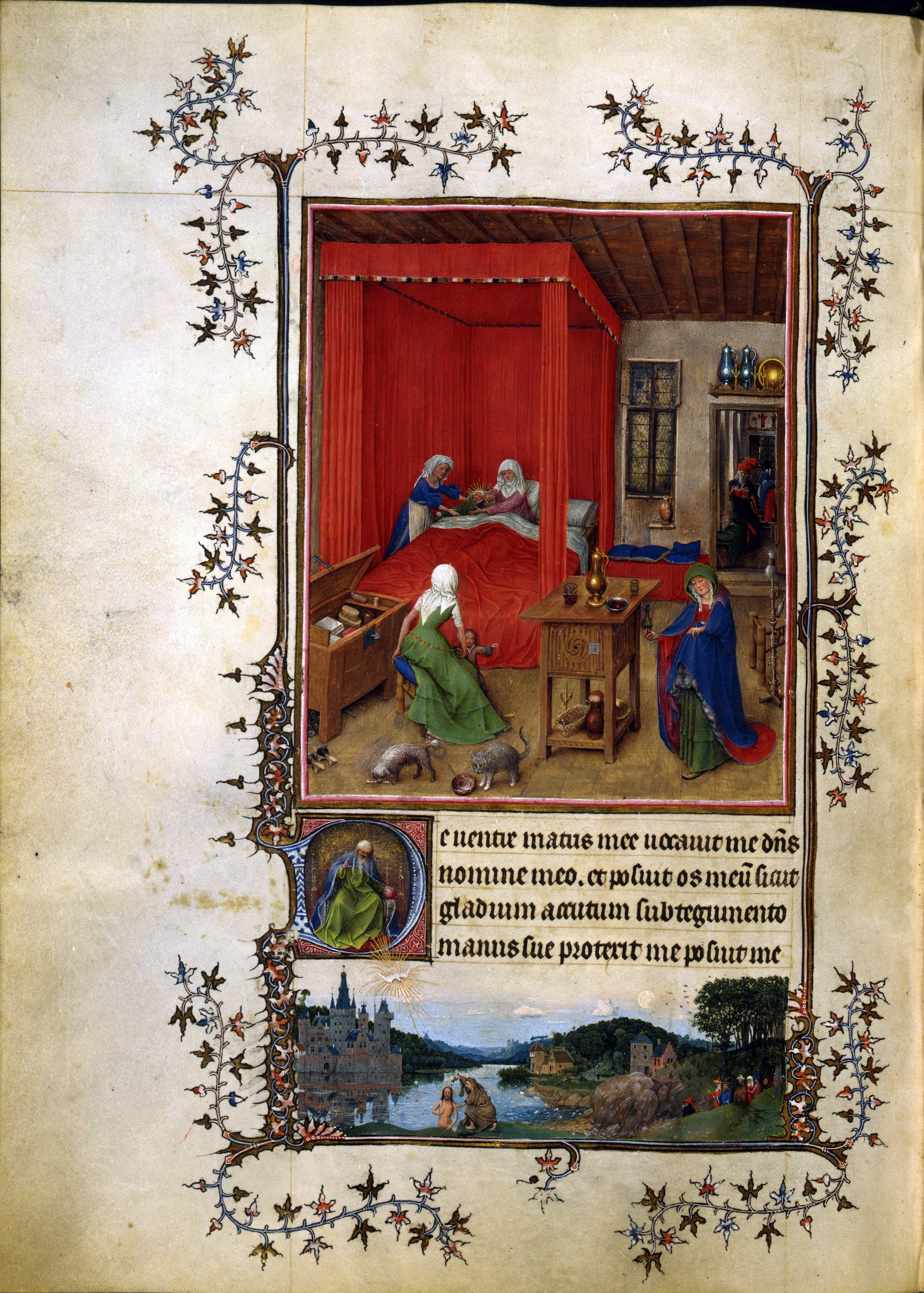
El nacimiento de Juan el Bautista (arriba) y el bautismo de Cristo abajo, por la "Mano G", Turín

Las Horas de Turín-Milán (u horas de Milán-Turín, horas de Turín, etc.) es un manuscrito iluminado parcialmente destruido, que a pesar de su nombre no es estrictamente un libro de horas. Es de una calidad e importancia excepcionales, con una historia muy complicada tanto durante como después de su producción. Contiene varias miniaturas de alrededor de 1420 atribuidas a un artista conocido como "Mano G", que probablemente era Jan van Eyck, su hermano Hubert van Eyck o un artista muy relacionado con ellos. Aproximadamente una década después, Barthélemy d'Eyck pudo haber trabajado en algunas miniaturas. De las varias partes del libro, la conservada en Turín fue destruida en un incendio en 1904, aunque existen fotografías en blanco y negro.
El manuscrito comenzó a trabajarse en torno a 1380 o 1390 y, a lo largo de casi sesenta años, contó con la participación de diversos artistas, ayudantes y mecenas durante, quizá, siete campañas de trabajo distintas. Su concepción y sus primeras hojas fueron encargadas por un alto miembro de la corte francesa cuya identidad se ha perdido, y en ellas participaron principalmente artistas franceses. Antes de 1413 estaba en posesión de Juan I de Berry; hacia 1420 en la de Juan III de Baviera, conde de Holanda, que contrató principalmente a artistas flamencos.
Las primeras hojas son muy decorativas y ornamentadas y se completan dentro de las tradiciones del gótico internacional, con fondos estilizados pero con una profundidad de campo comparativamente plana. Las páginas que se cree que fueron recopiladas a partir de mediados de la década de 1410 muestran una habilidad especial en la representación de la perspectiva, especialmente las atribuidas a la Mano G.

## Historia

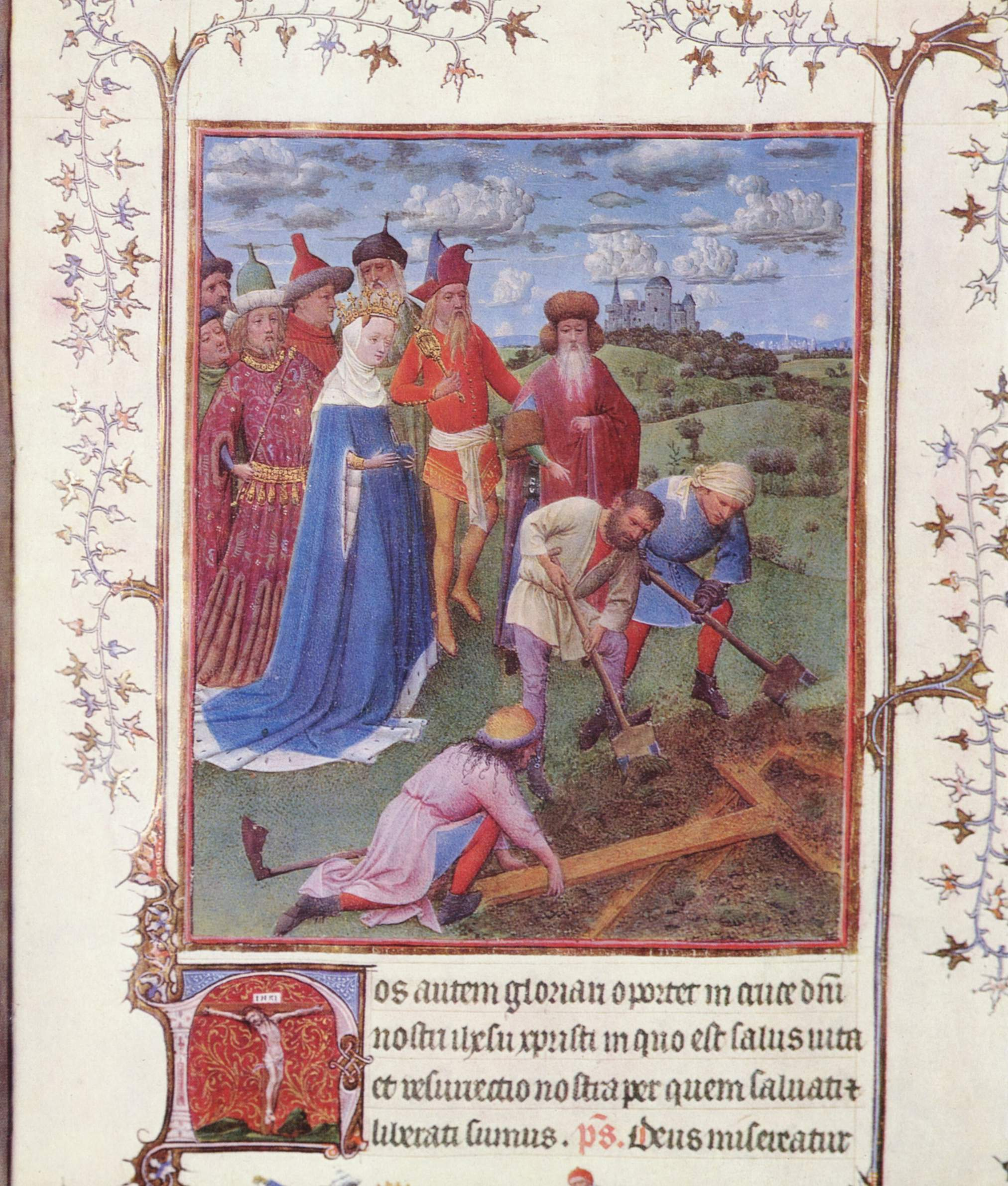
El Hallazgo de la Vera Cruz probablemente por la Mano G, Turín

La obra fue encargada en torno a 1380 o 1390, tal vez por la persona que más tarde la poseería, Juan I de Berry, hermano de Carlos V de Francia, y el principal comisario de manuscritos iluminados de la época. El comisario original fue sin duda un gran personaje de la corte francesa; también se ha sugerido a Luis II, duque de Borbón, tío del rey y de Berry. Parece ser que se concibió, de forma muy inusual, como un libro de horas, un libro de oraciones y un misal, todas las partes con profusas ilustraciones. El primer artista implicado fue el principal maestro de la época, conocido como el Maestro de la Parement de Narbona. En torno a 1405 hubo otra campaña de otros artistas, momento en el que el manuscrito era probablemente propiedad del duque de Berry, que lo había adquirido sin duda en 1413, cuando la obra, aún muy incompleta, fue entregada al tesorero del duque, Robinet d'Estampes, que la dividió. D'Estampes conservó la mayor parte del libro de horas propiamente dicho, cuyas ilustraciones estaban en gran parte completas, y que pasó a llamarse Très Belles Heures de Notre-Dame. Este libro permaneció en su familia hasta el siglo XVIII, y finalmente fue cedido a la BnF de París (MS: Nouvelle acquisition latine 3093) por la familia Rothschild en 1956, después de haber sido propietaria durante casi un siglo. Esta sección contiene 126 folios con 25 miniaturas, la última quizás de alrededor de 1409, e incluye obras de los hermanos Limbourg.
Robinet d'Estampes parece que vendió las otras secciones, con el texto terminado pero con pocas ilustraciones aparte de las cenefas, y hacia 1420 eran propiedad de Juan III de Baviera, o de algún miembro de su familia, que encargó a una nueva generación de artistas neerlandeses que reanudaran el trabajo. Las miniaturas de esta fase son las más interesantes. Se observan otras dos campañas, o fases de decoración, siendo la última obra de casi mediados de siglo. El historiador del arte Georges Hulin de Loo distinguió en la obra el trabajo de once artistas - "Mano A" a "Mano K"-. A estas alturas, el manuscrito parece haber sido propiedad de Felipe el Bueno, duque de Borgoña, o al menos estuvo en su corte, lo que supone otro argumento a favor de la participación de Jan van Eyck, que pasó de trabajar para los condes de Holanda a la corte de Borgoña, llevándose al parecer la obra.
La mayor parte de esta parte de la obra, la sección del libro de oraciones, conocida como las Horas de Turín, pertenecía en 1479 a la Casa de Saboya, más tarde reyes de Piamonte (y posteriormente de Italia), que la cedieron en 1720 a la Biblioteca Nacional de Turín. Como muchos otros manuscritos, fue destruido, o casi, en un incendio en 1904. Esta parte contenía 93 hojas con 40 miniaturas.  Sin embargo, la parte del misal de la obra, conocida como las Horas de Milán, fue comprada en París en 1800 por un coleccionista principesco italiano. Después del incendio, esta parte, que contiene 126 hojas con 28 miniaturas, también fue adquirida por Turín en 1935, y se encuentra en el Museo Cívico de allí (MS 47). De la porción original de Turín se habían extraído ocho hojas, probablemente en el siglo XVII, de las cuales cuatro, con cinco miniaturas, se encuentran en el Louvre. Cuatro de las cinco miniaturas grandes son de los primeros artistas franceses, con una de las fases flamencas posteriores (RF 2022-2025). Una sola hoja con miniaturas de la última fase de decoración fue comprada por el Museo Getty en 2000, supuestamente por un millón de dólares estadounidenses, después de haber estado en una colección privada belga.

## Las miniaturas y las cenefas

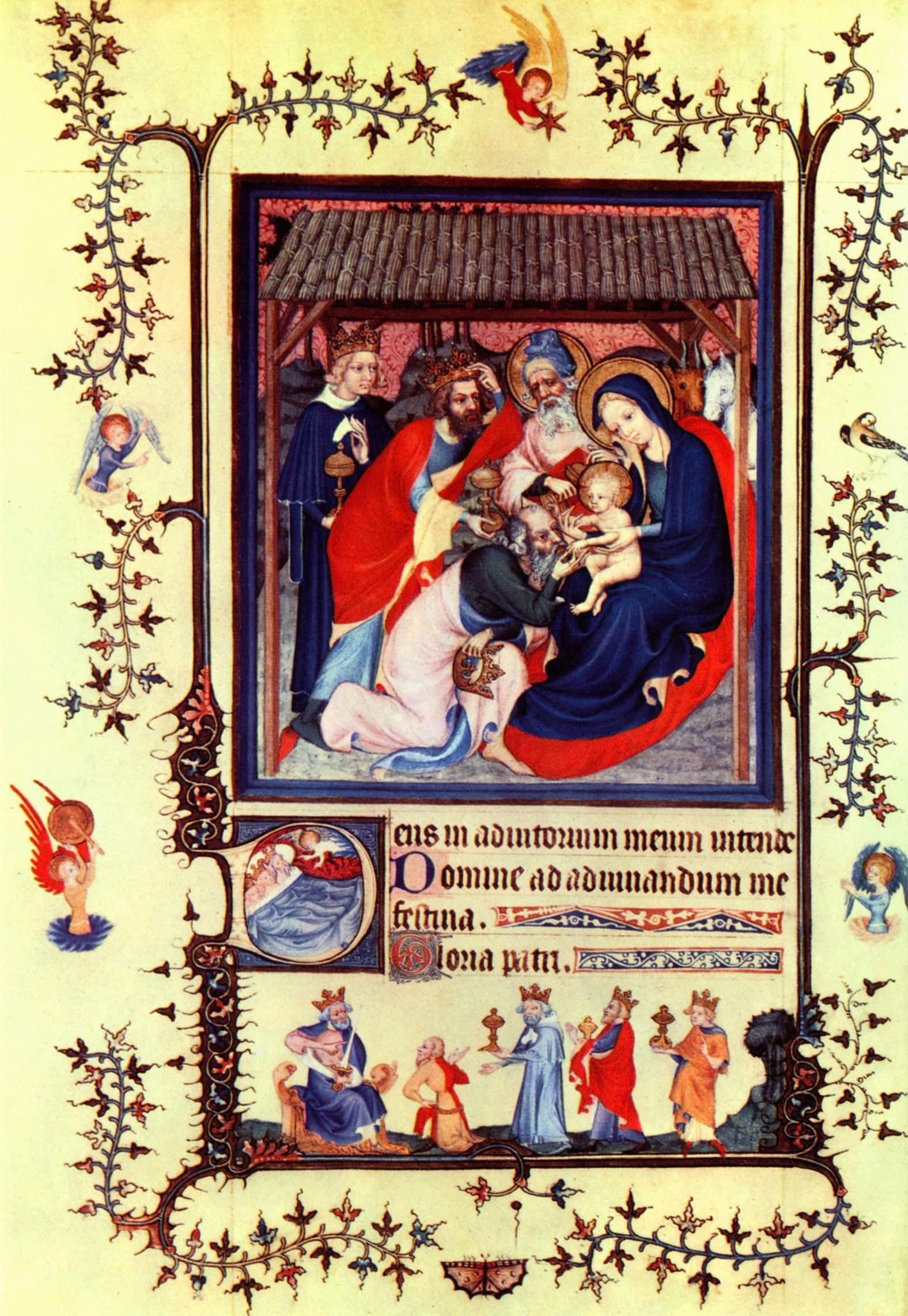
Página de la etapa francesa de la obra de las Très Belles Heures de París realizada por el Maestro del Parement o su taller. A las cenefas se les han añadido pequeñas imágenes por el miniaturista

El tamaño de la página es de unos 284 x 203 mm. Casi todas las páginas ilustradas con miniaturas tienen el mismo formato, con una imagen principal encima de cuatro líneas de texto y una imagen estrecha a pie de página. La mayoría de las miniaturas marcan el comienzo de una sección de texto, y la inicial es un cuadrado decorado o historiado. A menudo, la imagen del pie de página muestra una escena de la vida contemporánea relacionada de algún modo con la imagen devocional principal, o un tema del Antiguo Testamento. Las cenefas, con una excepción, siguen todas el mismo diseño relativamente sencillo de follaje estilizado, típico de la época en que se inició la obra, y son en gran parte o en su totalidad de la primera fase de la decoración en el siglo XIV. Estas obras habrían sido realizadas por artistas menos veteranos del taller, o incluso subcontratados. Durante las primeras campañas, los miniaturistas decoraron las cenefas con pequeños ángeles, animales (sobre todo pájaros) y figuras, pero los artistas posteriores no suelen añadirlos.
La única excepción al estilo de las cenefas es una página destruida, con la miniatura principal, una Virgo inter virgines de la Mano H. La cenefa aquí es de un estilo más rico y posterior al siglo XV, de 1430 como mínimo, y cubre en parte una cenefa normal, que también había sido parcialmente raspada. Esto se debe probablemente a que la cenefa original contenía el retrato de un propietario anterior, del que pueden verse restos.
Las Très Belles Heures de París contenían probablemente 31 en lugar de las 25 páginas ilustradas actuales, que sumadas a las 40 de la parte original de Turín, a las 28 de la parte Milán-Turín, a las 5 del Louvre y a la 1 de Malibú, dan un total de al menos 105 páginas ilustradas, un número muy elevado, que se acerca a las 131 páginas ilustradas de Las muy ricas horas del Duque de Berry, que también tardaron muchas décadas en completarse.

## Los artistas
El historiador de arte francés Paul Durrieu publicó afortunadamente su monografía, con fotografías, sobre las Horas de Turín en 1902, dos años antes de que fueran quemadas. Fue el primero en reconocer que las Horas de Turín y las de Milán pertenecían al mismo volumen y en relacionarlas con los hermanos Van Eyck. Georges Hulin de Loo, en su obra sobre la parte de Milán publicada en 1911 (para entonces la parte de Turín ya se había perdido), hizo una división de los artistas en "Manos" A-K en lo que él creía que era su secuencia cronológica. Esto ha sido ampliamente aceptado -en lo que respecta a la parte perdida de Turín, pocos han estado en condiciones de discutirlo-, pero la atribución ha sido objeto de un gran debate, y la mano J, en particular, es ahora subdividida por muchos. Las manos A-E son francesas, anteriores a la división de la obra, las manos G-K son neerlandesas, posteriores a ella, y la mano F se ha atribuido a ambos grupos.

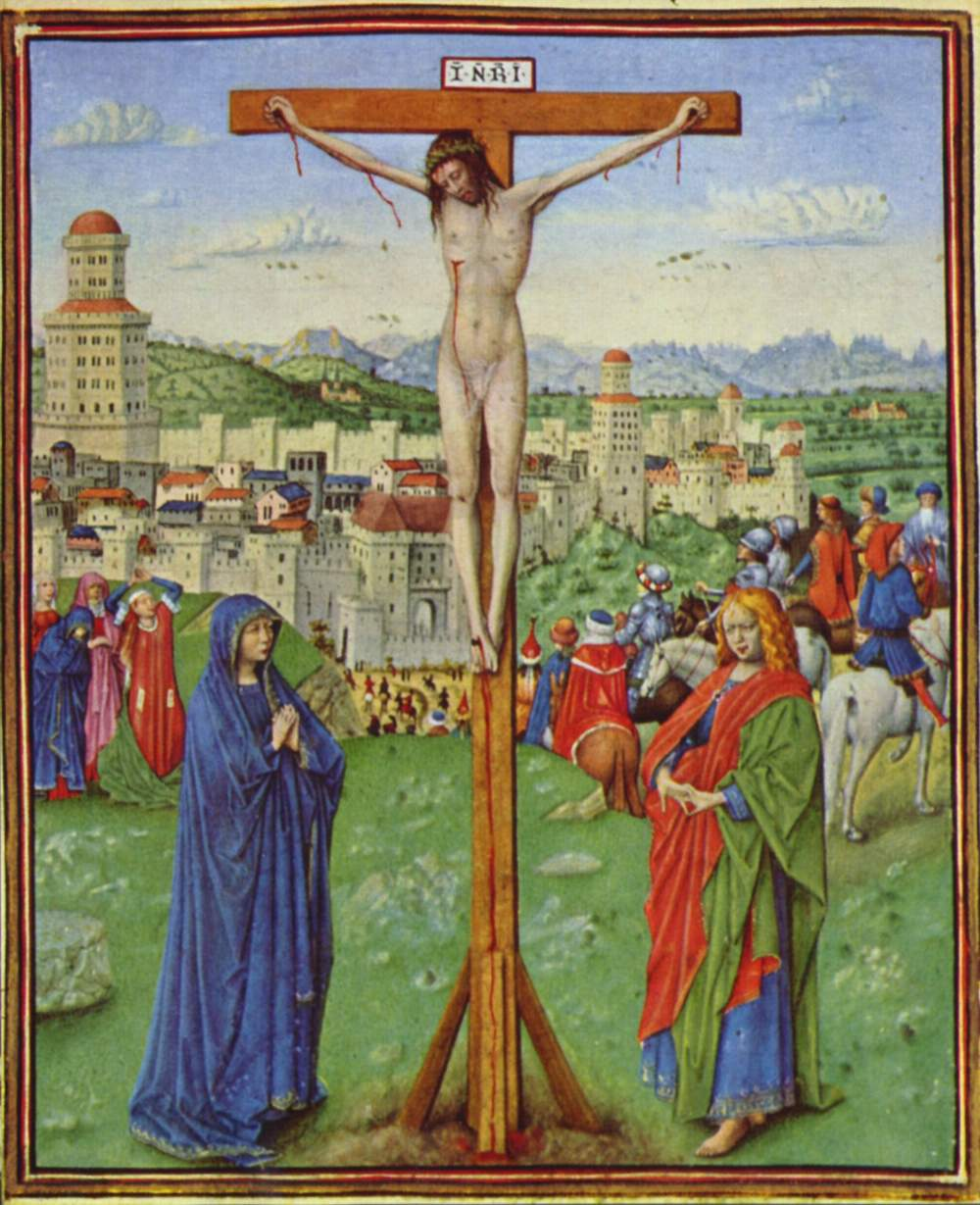
Miniatura de la crucifixión de la Mano H, Turín

La datación de las miniaturas de la Mano G se ha situado en varios puntos entre 1417 y finales de la década de 1430. Las páginas que se le atribuyen están universalmente reconocidas como las más innovadoras; Hulin de Loos describió estas miniaturas como "las más maravillosas que jamás hayan decorado un libro y, para su época, las que te dejan más estupefacto de todas las que se conocen en la historia del arte". Por primera vez vemos realizada, en todas sus consecuencias, la concepción moderna de la pintura... Por primera vez desde la antigüedad, la pintura recupera el dominio del espacio y de la luz"  Hulin de Loos pensó que se trataba de la obra de Hubert van Eyck, quien, como la mayoría de los historiadores del arte de la época, también creía que era el artista principal del Políptico de Gante. Pensó que la Mano H, menos emocionante pero similar, podría ser Jan van Eyck. Desde entonces, la opinión de los historiadores del arte ha pasado a considerar que tanto la Mano G como la mayor parte del Retablo de Gante son obra de Jan; Max J. Friedländer, Anne van Buren y Albert Châtelet fueron algunos de los defensores de esta opinión. Más recientemente, algunos historiadores del arte consideran que la Mano G es un artista diferente pero relacionado, en algunos aspectos incluso más innovador que los famosos hermanos. Los defensores de esta opinión destacan las numerosas y estrechas similitudes compositivas, iconográficas y tipográficas con las pinturas sobre tabla de Van Eyck de la década de 1430.
Las páginas atribuidas a la Mano H incluyen la Agonía en el Huerto, el Camino del Calvario y la Crucifixión. Suelen fecharse después de 1416-1417, normalmente entre 1422 y 1424, basándose en su estilo y en las posibles identificaciones de los donantes. Hulin de Loo las consideró "juveniles" de van Eyck; Friedländer y Panofsky las asociaron al taller de van Eyck. Aunque las hojas no son tan refinadas y no muestran la misma habilidad técnica que las de la Mano G, contienen representaciones realistas e incisivas de la angustia humana y una serie de innovaciones iconográficas y estilísticas que sugieren que son copias de prototipos de Jan. Charles Sterling señala las similitudes entre la Mano H y las tablas laterales de un tríptico con la Crucifixión y el Juicio Final del Metropolitan de Nueva York, una obra para la que se han sugerido fechas de realización tan amplias como 1420-1440, y que habría sido terminada por miembros del taller de Jan van Eyck. Señala la influencia en el sucesor de van Eyck en Brujas, Petrus Christus, del que se sabe que trabajó como oficial en el taller de Jan desde principios de la década de 1430. Sugiere que la Agonía en el huerto en particular, influyó en los pintores de la década de 1430, especialmente en los pintores del sur de Alemania, como Hans Multscher y Lodewijck Allynckbrood, que produjeron una serie de obras claramente influenciadas por la Mano H.

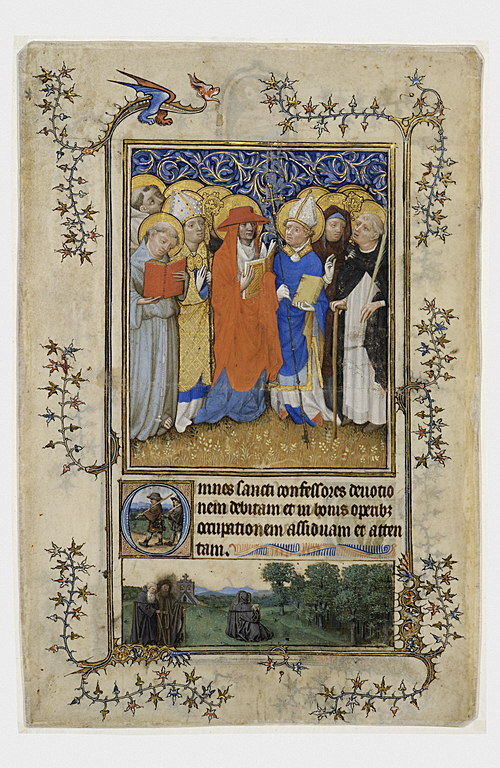
Paisaje eyckiano en el bajo página, debajo de los santos góticos.

Las Manos I-K trabajan en un estilo eyckiano similar, quizás siguiendo los dibujos o bocetos de la Mano G, y suelen considerarse miembros del taller de Jan, aunque muchos piensan ahora que el trabajo continuó después de la muerte de Jan, que fue en 1441 (Hubert había muerto en 1426). Se han observado muchas correspondencias iconográficas, así como estilísticas, con otros manuscritos y pinturas producidos en Brujas a partir de la década de 1430, y parece claro que el manuscrito se encontraba allí en esta época. Se han hecho numerosas sugerencias sobre su identidad, en su mayoría como iluminadores anónimos con el nombre de una obra concreta. La Mano K es la más tardía y, en general, la más débil del grupo posterior, ya que trabajó hasta aproximadamente 1450 y "probablemente pintó fuera del entorno del taller"; a menudo se le identifica como el Maestro de las Horas de Llangattock o se le relaciona con él.
A menudo, el bajo página y la miniatura principal son de artistas diferentes, como en la hoja de Getty, así como las cenefas y las iniciales historiadas.

## El estilo y la identidad de la Mano G

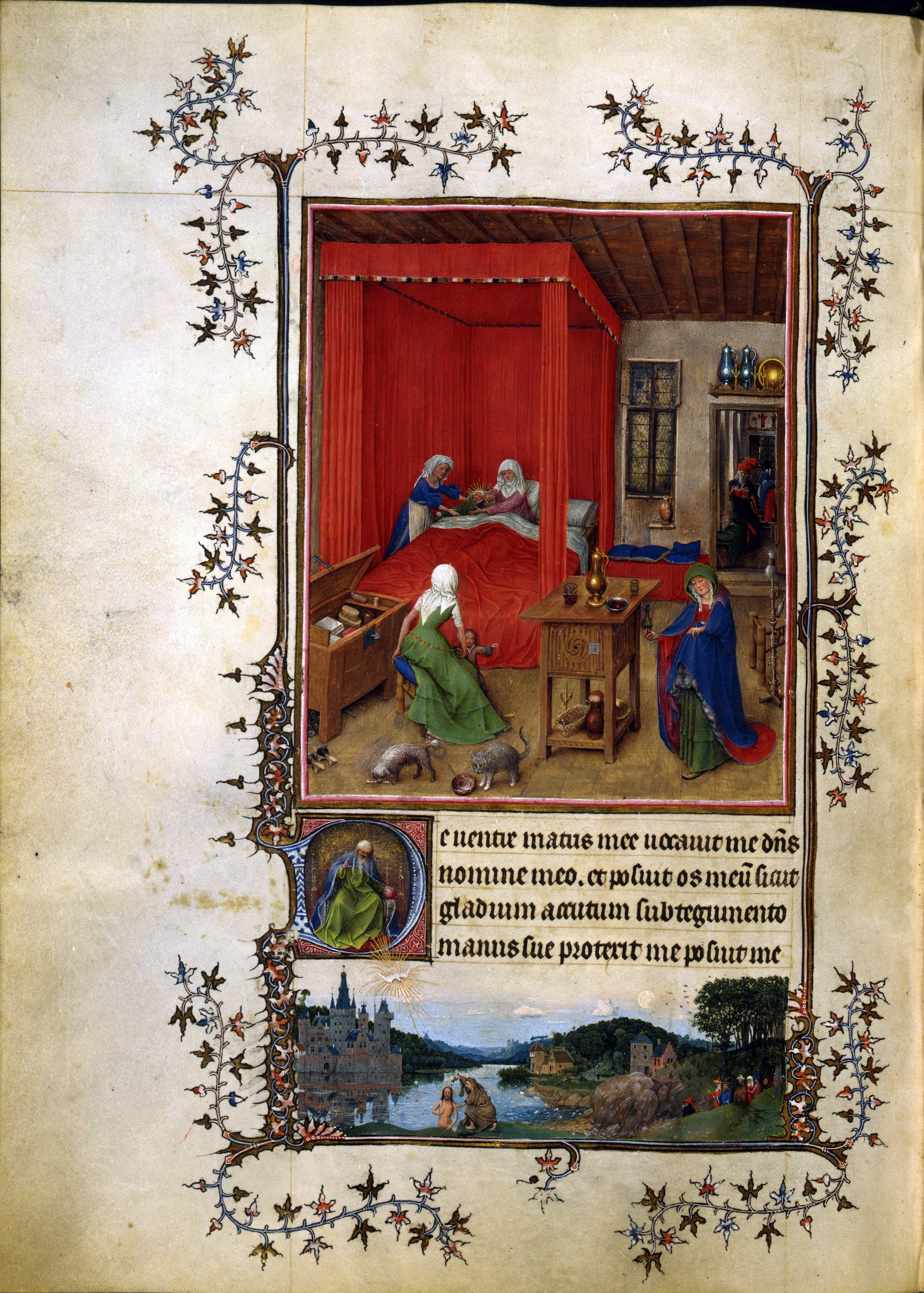
Página de Juan el Bautista. Nacimiento del Bautista arriba; bajo página del Bautismo de Cristo, mano G, Turín. Milán Filio 93v, Inv 47. (Haga clic para ver la imagen en alta resolución.)

La Mano G, que pudo haber sido o no Jan van Eyck, fue paralelo a los logros e innovaciones de las pinturas sobre tabla de ese artista en forma de miniatura, en primer lugar en el desarrollo técnico del medio del temple y el uso de las veladuras para lograr un detalle y una sutileza sin precedentes, y también en su realismo ilusionista, especialmente visto en interiores y paisajes -la página de Juan el Bautista muestra bien ambas cosas. Muchas de las partes del fondo de las hojas atribuidas a él parecen preocupadas por la representación del espacio en retroceso, y a menudo se piensa que en este aspecto la obra de la Mano G es más innovadora. Sin embargo, a partir de las primeras páginas parece que se enfrenta a las técnicas por primera vez. Al principio tuvo éxito al mostrar el espacio retrocediendo sobre el agua reflectante o dentro de los espacios interiores, pero parece haber tenido más dificultades con el paisaje. En sus primeros intentos, por ejemplo, Cristo en el Huerto de Getsemaní, en el que tres imponentes figuras en primer plano se presentan ante un paisaje de colinas distante, se le ve, quizá de forma burda, eliminando el centro del campo para crear la ilusión de distancia. Sin embargo, los dibujos del fondo le muestran ya experimentando con técnicas más eficaces e innovadoras que dominaría más tarde, como la reducción de la línea del horizonte y el uso de verticales radiadas para aumentar la sensación de profundidad.
En la actualidad sólo se conservan tres páginas atribuidas a la mano G, las que contienen grandes miniaturas del Nacimiento de Juan el Bautista, el Hallazgo de la Vera Cruz -no aceptado por todos-  (ambas mostradas arriba), y el Oficio del Muertos (o Misa de Réquiem ), con las miniaturas de la página base y las iniciales de la primera y la última de ellas. En 1904 se perdieron cuatro más: todos los elementos de las páginas con las miniaturas llamadas La oración en la orilla (o el duque Guillermo de Baviera a la orilla del mar, la oración del soberano, etc.), y la escena nocturna de la Traición de Cristo  (que ya fue descrita por Durrieu como "desgastada" antes del incendio), la Coronación de la Virgen y su bajo de página, y el gran cuadro solo del Viaje de San Julián y Santa Marta El examen bajo luz infrarroja ha mostrado el dibujo subyacente de una composición diferente en el Nacimiento de Juan el Bautista, que era el santo patrón de Juan, Conde de Holanda. El único y enigmático tema de la orilla del mar parece ilustrar un episodio de la feroz política interna de la familia, que puede identificarse claramente por las armas de un estandarte. Châtelet sugiere la Paz de Woodrichem en 1419, cuando Juan logró arrebatar el control de su herencia a su desafortunada sobrina Jacqueline, condesa de Hainaut. El bajo página muestra otro paisaje, de campiña holandesa plana, que anticipa la pintura del Siglo de Oro holandés del siglo XVII.

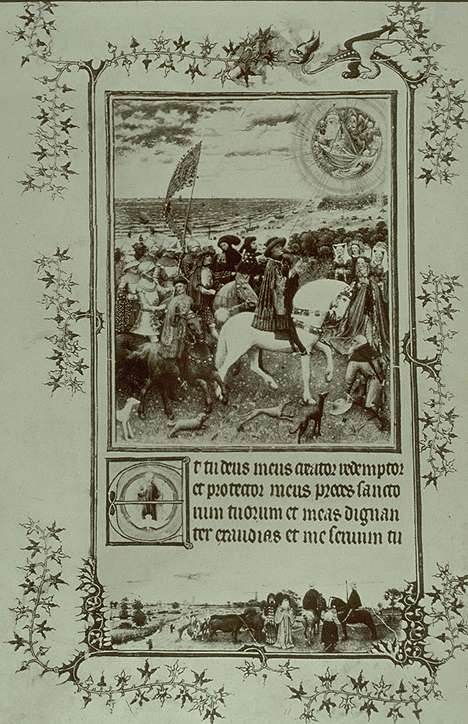
La oración en la orilla de la Mand G, destruida en 1904

Châtelet contrasta las miniaturas de Turín con las de los hermanos Limbourg, que muestran rostros de perfil, con las ropas apenas modeladas sobre los cuerpos, y las figuras no integradas en el espacio de la miniatura. En las imágenes de la Mano G, las figuras están completamente modeladas, al igual que sus ropas, se muestran desde varios ángulos, y son bastante pequeñas, sin dominar el espacio de su escenario. El modelado de claroscuro da profundidad y realismo tanto a las figuras como al escenario. Para Friedlaender "Los colores locales se ajustan al tono dominante con una confianza inexplicable. El deslizamiento de las sombras, la ondulación de las olas, el reflejo en el agua, las formaciones de nubes: todo lo más evanescente y lo más delicado se expresa con fácil maestría. Un realismo que todo el siglo no logró alcanzar parece haber sido alcanzado una vez por el ímpetu del primer ataque".
Kenneth Clark, que consideraba que la Mano G era de Hubert, estaba de acuerdo: "Hubert van Eyck ha cubierto, de un plumazo, un espacio en la historia del arte que el historiador prudente habría esperado que durara varios siglos", y destacaba las innovaciones en las sutiles representaciones del paisaje. De la escena de la orilla del mar dice: "Las figuras del primer plano están en el estilo caballeresco de las de Limbourg; pero la orilla del mar más allá de ellas está completamente fuera del rango de respuesta del siglo XV, y no volvemos a ver nada parecido hasta las escenas de playa de Jacob van Ruisdael de mediados del siglo XVII". La historiadora del arte marino, Margarita Russell, describe las escenas marinas de la Mano G como "la primera visión verdadera del paisaje marino puro" en el arte. Algunas (pero no todas) de las miniaturas de las Très Riches Heures du Duc de Berry de los hermanos Limbourg, especialmente ornamentadas, son contemporáneas o ligeramente anteriores, y contienen representaciones innovadoras de los reflejos en el agua, pero éstas van más allá en las miniaturas de la Mano G.
Como señala Thomas Kren, las primeras fechas de la Mano G preceden a cualquier pintura sobre tabla conocida de estilo eyckiano, lo que "plantea preguntas provocadoras sobre el papel que la iluminación de los manuscritos pudo haber desempeñado en la cacareada verosimilitud de la pintura al óleo eyckiana". Otto Pächt destacó el "conflicto espacial" que afectaba a las miniaturas manuscritas ilusionistas, que compartían la página con el texto, de una manera que no afectaba a las pinturas sobre tabla: "la necesidad de tener que mirar dentro de la página del libro, por muy ingeniosa que fuera, significaba que en adelante el libro albergaba un cuadro como un cuerpo extraño sobre el que ya no tenía ninguna influencia formal". El debate sobre la identidad de las Mano G continúa.

## Facsímiles
Se han publicado ediciones facsímiles de la sección superviviente de Turín (1994:980 ejemplares), acompañadas de un amplio comentario, y por separado de las "Très Belles Heures de Notre Dame"  de la BnF, y de las hojas del Louvre (que incluye fotografías de las páginas quemadas de Turín). También se ha reeditado el volumen de 1902 de Durrieu (Turín 1967), con nuevas fotografías a partir de los negativos originales, y una nueva introducción de Châtelet. En ambas ediciones se ha criticado la calidad de las fotos, o su reproducción.
Además, existen facsímiles digitales de todas las secciones del manuscrito.

## Otras lecturas
- Hans Belting y Dagmar Eichberger, Jan van Eyck als Erzähler: Frühe Tafelbilder im Umkreis der New Yorker Doppeltafel, Worms, 1983
- Albert Châtelet, Jan van Eyck iluminador: les Heures de Turin et de Milan-Turin, Estrasburgo, 1993
- Eberhard König, Die Très belles heures von Jean de France, Duc de Berry. Ein Meisterwerk an der Schwelle zur Neuzeit. (cubre todas las partes del proyecto), Hirmer, Munich, 1998ISBN 3-7774-7920-9
- James Marrow, Silvia Pettenati y Anne H. van Buren; Horas de Turín-Milán : inversión N.° 47 Museo Civico d'Arte Antica Torino – Commentaire . Luzern Faksimile Verlag, Luzern, 1996; Texto en francés, inglés y alemán. El volumen de comentarios de la edición facsímil, disponible por separado.
- James Marrow, "Historia, historiografía e invención pictórica en las horas de Turín-Milán", en detalle: nuevos estudios del arte del Renacimiento del Norte en honor a Walter S. Gibson, ed. Laurinda S. Dixon, Turnhout, 1998, págs. 1–14
- Erwin Panofsky, Pintura holandesa temprana: sus orígenes y carácter, 2 vols, Harvard University Press, 1966
- Catherine Reynolds, "'El rey de los pintores'" en Investigating Jan van Eyck, ed. Susan Foister, Sue Jones y Delphine Cool, Turnhout, 2000, págs. 1–16.
- Maurits Smeyers, "Respondiendo a algunas preguntas sobre las horas de Turín-Milán", en Colloque VII, 1989, pp. 55–70, Lovaina-la Nueva
- Martha Wolff, El estado de la investigación en el arte holandés del siglo XV, HNA-conferentie, Amberes 2002
- Hugo van der Velden, Jan van Eyck en Holanda, Uitgeverij W Books BV, 2012